# 盤錦市
盤錦市（ばんきん-し）は、中華人民共和国遼寧省に位置する地級市。中国第三の油田である遼河油田を擁し、曙光製油所、興隆台製油所、高昇製油所など多くの石油精製工場がある。

## 地理
盤錦市は遼東半島と遼西回廊の間の、渤海が一番奥まった遼東湾に面し位置している。
市域は遼河の沖積平野の河口部にあたり、市内を遼河分流の双台子河が貫流し南の遼東湾に注いでいる。また遼河が東の営口市との境をなしている。北と西は錦州市、東は鞍山市と境界を接している。
位置は北緯40度40分から41度27分の間、東経121度31分から122度28分の間に当たる。年平均気温は8.6度。

## 歴史
この地域には石器時代の居住の痕跡が見つかっている。1982年には盤山県で新石器時代遺跡が発見され、石斧や紅山文化の彩色土器の破片などが発見された。
戦国時代、燕の将軍の秦開が東胡を破ったことから領土は遼東半島にまで広がり、遼河を境に遼東郡と遼西郡が設置された。当時の盤錦は遼東郡に属し、秦・後漢の時代も遼東郡に属していた。三国時代の魏・西晋の時代には昌黎郡に属し、南北朝時代には営州に属していたが、高句麗の侵入によりその一部となった。
唐が高句麗を倒して以降は営州に編入されたが、その後渤海の領土となり顕徳府に属した。遼代は顕州、金代は広寧府、元代は広寧路に属した。清は海城県を置き、この地は官営放牧場と化していた。清末、錦県・広寧県・新民庁などの一部が錦州府となり、その一部として盤山庁が置かれた。
1913年、盤山庁は盤山県となり奉天省（後に遼寧省）の一部となった。満州国成立後、1934年には錦州省の一部になっている。中華人民共和国成立後は営口市の一部となっていたが、1984年6月5日に盤錦市が新たに設置され現在に至る。

## 行政区画
3市轄区・1県を管轄する。
- 市轄区：
  - 興隆台区・双台子区・大窪区
- 県：
  - 盤山県

| 盤錦市の地図                    |
| ------------------------------- |
| 双台子区 興隆台区 大窪区 盤山県 |

### 年表
この節の出典

#### 盤錦墾区
- 1966年1月27日 - 遼寧省盤山県が盤錦墾区に昇格。(1区)
- 1968年12月26日 - 瀋陽専区台安県を編入。(1区1県)
- 1969年1月1日 - 営口市西市区の一部を編入。(1区1県)
- 1970年1月16日 - 盤山区・大窪区が発足。(2区1県)
- 1970年7月13日 - 盤錦墾区が盤錦地区に改称。

#### 盤錦地区
- 1975年11月9日 - 盤錦地区が営口市と合併し、新制の営口市の発足により消滅。
  - 台安県が鞍山市に編入。

#### 盤錦市
- 1984年6月5日 - 営口市盤山県が地級市の盤錦市に昇格。興隆台区・盤山区・郊区を設置。(3区1県)
  - 営口市大窪県を編入。
- 1985年8月12日 - 大窪県の一部が興隆台区に編入。(3区1県)
- 1986年11月5日 (2区2県)
  - 郊区が県制施行し、盤山県となる。
  - 盤山区が双台子区に改称。
- 1988年6月17日 - 盤山県の一部が興隆台区に編入。(2区2県)
- 2016年3月20日 - 大窪県が区制施行し、大窪区となる。(3区1県)
- 2017年7月24日 - 興隆台区の一部が大窪区に編入。(3区1県)

## 人口
2003年末現在、総人口は1,243,905人である。都市人口は566,046人で人口の45%にあたり、そのほとんどは双台子区と興隆台区に住んでいる。
民族構成は以下の通り。
- 漢族　95.17%
- 満州族　3.01%
- 朝鮮族　0.9%
- その他、回族、モンゴル族などが0.92%

人口増加率は2003年時点で3.81%増。自然増加率は2.9%。

## 経済
盤錦は遼河油田で石油を産出し、また石油精製業もあるところとして知られている。その他の産業は農業（盤錦米は有名）、漁業などである。

## 交通

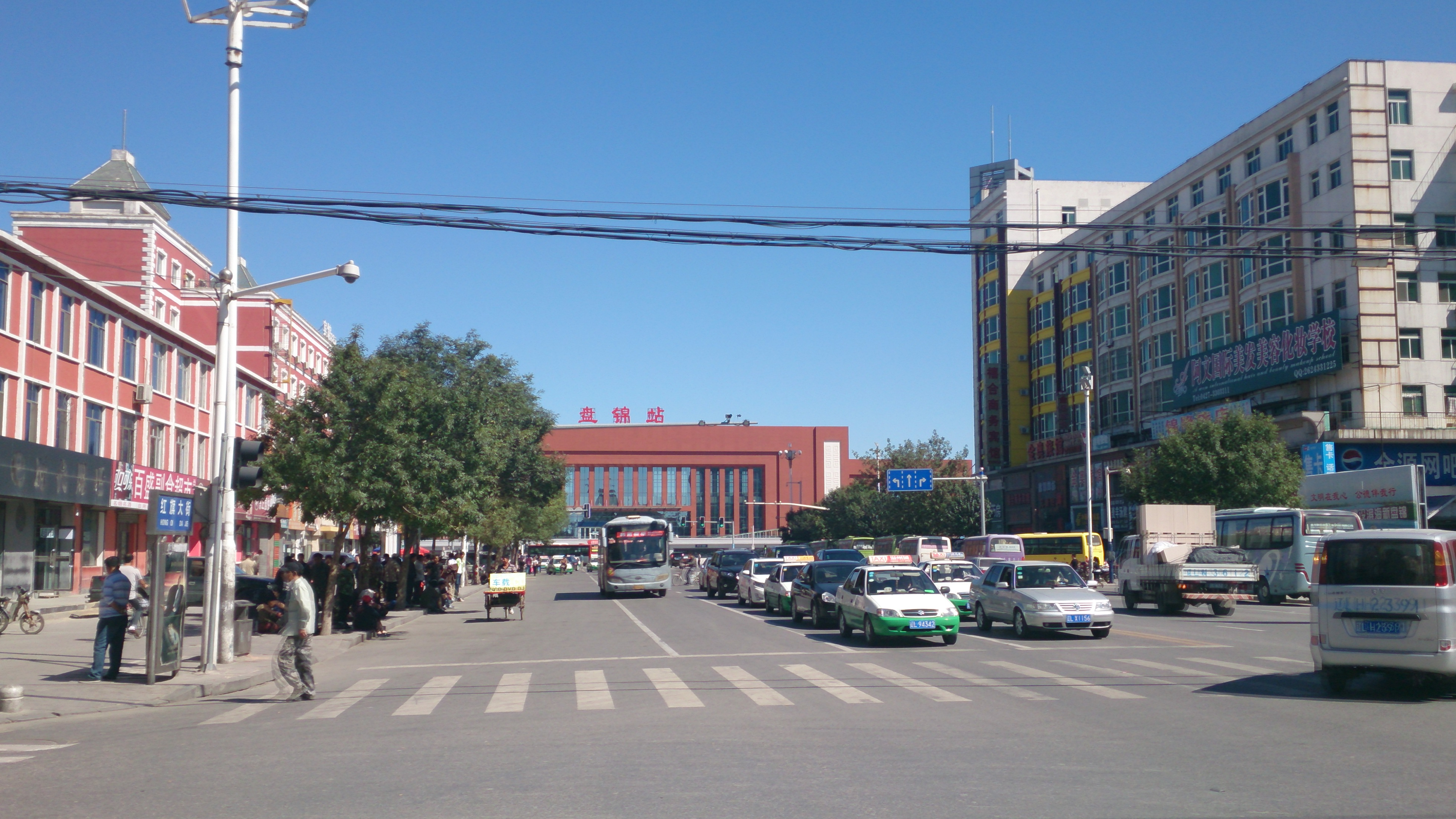
盤営旅客専用線、溝海線が乗り入れる盤錦駅

### 鉄道
- 中国国家鉄路集団
  - 盤営旅客専用線
  - 溝海線
  - 京哈線

### 道路
- 高速道路
  -  京哈高速道路
  -  丹錫高速道路
  -  奈営高速道路（中国語版）
  -  盤錦疎港高速道路（中国語版）
- 国道
  -  G102国道
  -  G228国道
  -  G305国道（中国語版）

## 観光
- 紅海灘風景区[3]

## 姉妹都市
- 富山県砺波市（日本）

## 参考
1. ↑  县级以上行政区划变更情况 - 中華人民共和国民政部
2. ↑  辽宁省 - 区划地名网
3. ↑  遼河デルタ